# Храм Великомученика Георгия Победоносца (Курск)
Храм великому́ченика Гео́ргия Победоно́сца — православный храм в Центральном округе города Курска, расположенный по адресу улица Карла Маркса, 76-б и входящий в состав мемориального комплекса «Курская дуга».

## История
Храм задумывался как памятник погибшим в боях на Курской дуге воинам, заложен в 1998 году в 55-ю годовщину Курской битвы. В 2002 году указом митрополита Курского и Рыльского Ювеналия был организован приход во имя святого великомученика Георгия Победоносца, направлен священник и избран приходской совет. Строительство по проекту курских архитекторов Валерия Михайлова и Павла Пахомова окончено в 2008 году. Храм был освящён 5 октября 2008 года, в год 65-летия Курской битвы, архиепископом Курским и Рыльским Германом. В этот же день в церкви была совершена первая божественная литургия.

## Архитектура и убранство храма
Кирпичная трёхъярусная церковь-колокольня общей высотой около 47 метров. Храм выстроен из монолитного железобетона, при строительстве использованы декоративные элементы композитного классического ордера со сложной пластикой стен и выступающих на их фоне колонн и портиков. Храм стоит на 280 железобетонных сваях. Высокий цоколь здания отделан тёмно-коричневыми гранитными плитами, что обеспечивает контраст со стенами, колоннами храма, фризами портиков и ярусов, покрытыми штукатуркой и покрашенными в белый и красный цвета. Базы колонн и капители выполнены из чугуна. Храм венчает золочёный купол в виде короны. На звоннице установлены девять бронзовых колоколов. Внутри храма по всему периметру расположены около 7000 мраморных табличек с именами погибших на Курской Дуге в Великой Отечественной войне (именно столько смогли найти в списках Курской Книги памяти). Под куполом, поддерживаемым расположенными в центре храма 16 композитными колоннами с золочёными капителями, — изображение небесного воинства. Престол позолоченный, иконостас многоярусный.

## Галерея

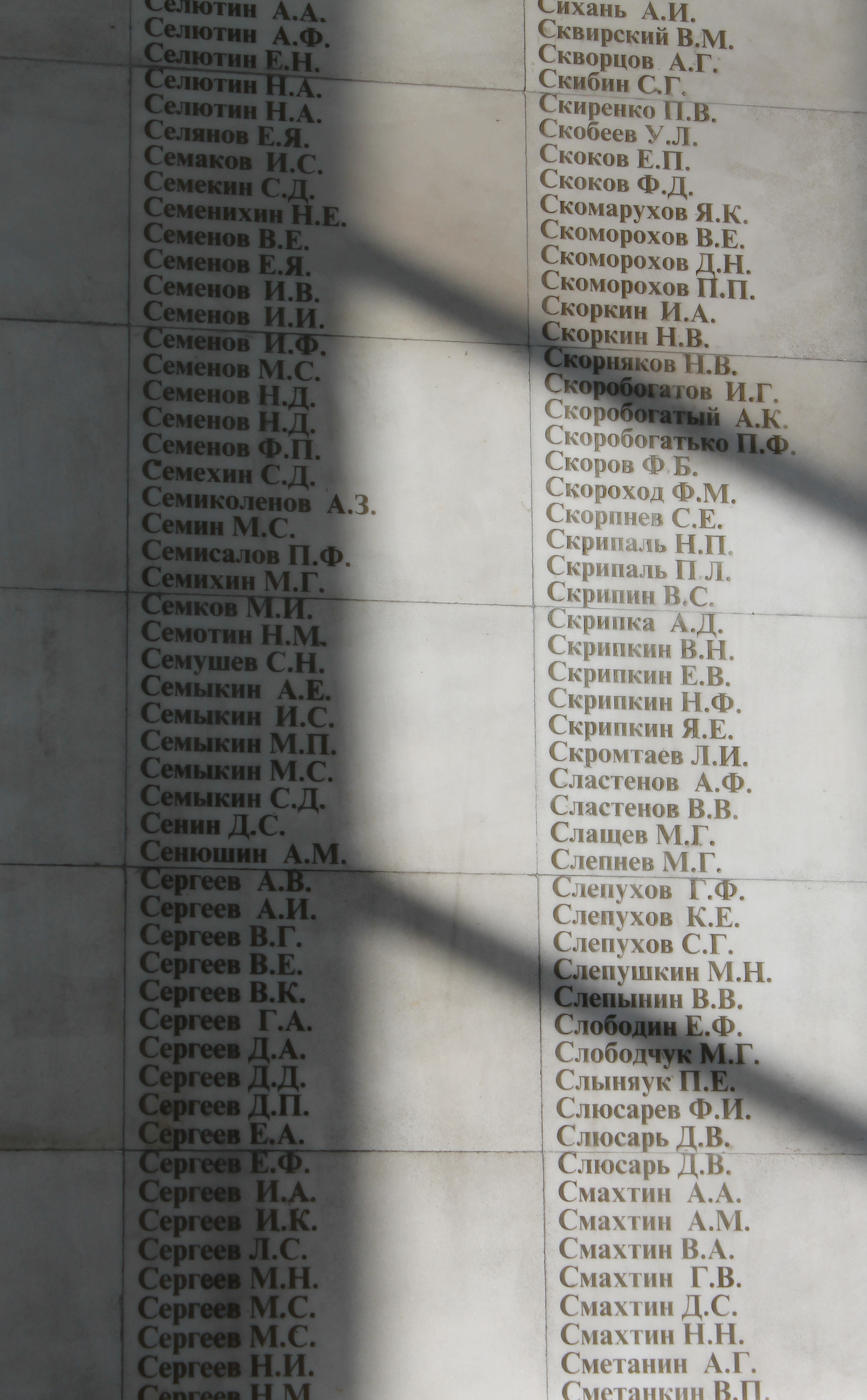
Мраморные плиты с именами солдат, погибших в Курской битве
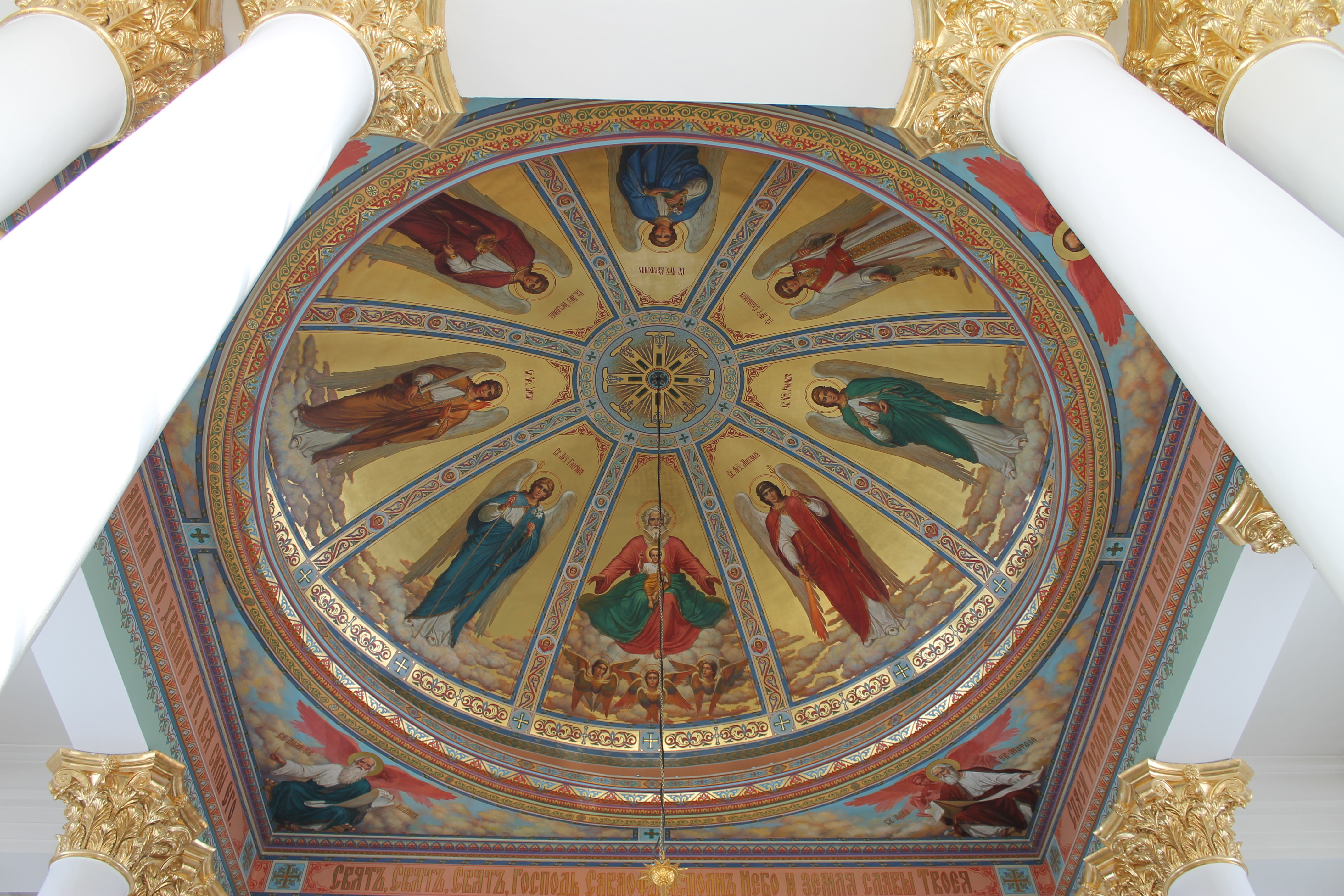
Купол храма с изображением небесного воинства
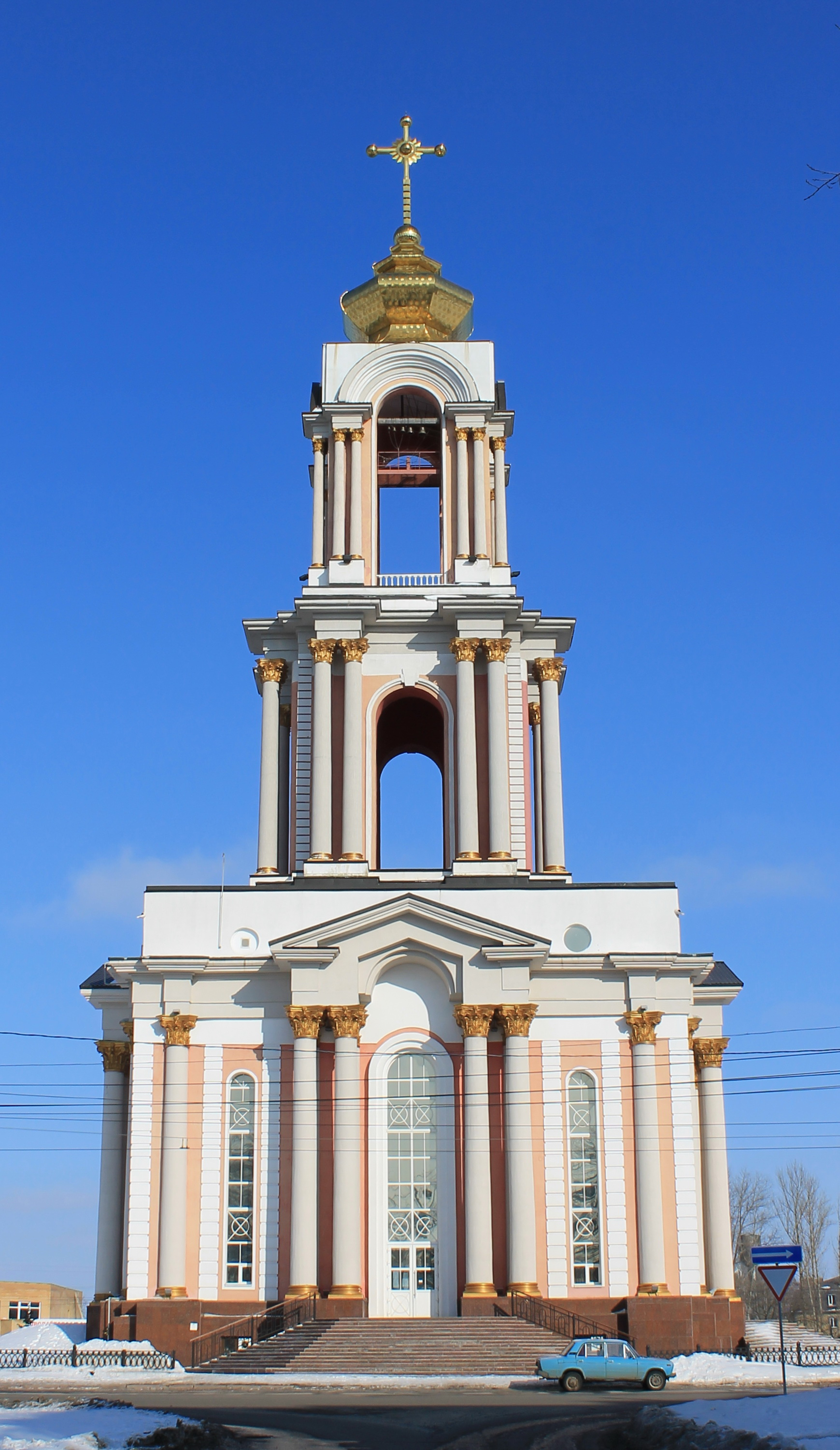
Фасад храма